# Peter Akinola

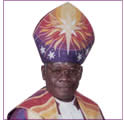
Peter Akinola (*1944) in zijn hoedanigheid van Primaat van Heel Nigeria

Peter Jasper Akinola (*Abeokuta, 27 januari 1944) is een voormalig aartsbisschop van de Kerk van Nigeria die van 2000 tot 2010 Primaat van Heel Nigeria was. Hij staat bekend om zijn conservatieve opvattingen en uitspraken met name ten opzichte van homoseksuelen. Tijdens zijn primaatschap en ook al daarvoor zette hij zich in voor evangelisatie en zendingswerk.

## Biografie
Akinola was aanvankelijk werkzaam als meubelmaker en verkoper van medicijnen. Hij behaalde zijn middelbareschooldiploma middels afstandsonderwijs en studeerde vervolgens voor priester aan het Nigeriaanse Anglicaanse Seminarie. In 1978 werd hij tot diaken en in 1979 tot priester gewijd. In 1981 behaalde hij een masterdiploma aan het Virginia Theological Seminary in Alexandria in de Verenigde Staten. Na zijn terugkeer in Nigeria werd hij belast met het stichtten van een anglicaanse geloofsbelijdenis in de nieuwe hoofdstad Abuja. In 1989 werd hij de eerste bisschop van het bisdom Abuja en in 1997 werd hij benoemd tot aartsbisschop van het overwegend islamitische noorden van Nigeria. 
Peter Akinola werd in 2000 Primaat van Heel Nigeria en daarmee het hoofd van de anglicaanse kerk in het land. Tijdens zijn primaatschap, dat tot 2000 duurde, was hij met regelmaat in conflict met anglicaanse leiders in de Westerse wereld, met name die van de Episcopaalse Kerk in de Verenigde Staten en de Kerk van Engeland. De wijding van homoseksuele bisschoppen in de Verenigde Staten en Engeland werd door hem scherp veroordeeld en hij ontwikkelde zich tot een van de belangrijkste leider van de conservatieve stroming binnen de Anglicaanse Gemeenschap. Hij heeft gedurende zijn primaatschap verschillende bisschoppen in Westerse landen geconsacreerd die behoren tot schismatische kerken. In 2008 sloot de Kerk van Nigeria zich aan bij de internationale organisatie van conservatieve anglicaanse kerkgenootschappen (Global Fellowship of Confessing Anglicans).
Akinola is een groot pleitbezorger van de oecumene en was jarenlang voorzitter van het oecumenisch overleg in Nigeria. In 2009 plaatse hij zijn handtekening onder de Manhatten Declaration ("Manhatten Verklaring"), een oecumenisch document waarin conservatieve katholieke, oosters-orthodoxe en protestantse (evangelische) leiders zich uitspraken voor het traditionele huwelijk (het huwelijk tussen een man en een vrouw), abortus en godsdienstvrijheid.
Akinola is een tegenstander van vrouwen in het priesterambt.
In 2010 werd Akinola als Primaat opgevolgd door Nicholas Okoh.